# Léonce Gras
Léonce Gras est un chef d'orchestre belge né à Borgerhout (Anvers) le 6 juillet 1908 et décédé à Ostende le 7 janvier 1993. 

## Biographie
Humanités anciennes au collège Notre-Dame à Anvers.
Il étudie le piano avec son oncle Karel (Charles) Gras et fait, très jeune, des tournées de concerts comme virtuose. Il complète ses études musicales au Conservatoire royal de Bruxelles, en piano avec Scharrès, en chant avec Maurice Weynandt, la composition avec Auguste De Boeck, Raymond Moulaert et Léon Jongen et la direction d'orchestre avec Désiré Defauw et Franz André.
Il étudie à Paris chez Yves Nat et Stefan Askenase. Il devient accompagnateur de Joseph Schmidt, Emmanuel Feuerman et Alexandre Kipnis avec lesquels il fait de nombreuses tournées en Europe.
Il travaille comme pianiste aux Ballets russes de Serge Diaghilev et y collabore avec Roger Désormière et George Balanchine. En tant que pianiste, il crée la Rhapsody in Blue de George Gershwin en Belgique, dans sa version symphonique.
De 1929 à 1932, il dirige les chœurs de l'Opéra royal flamand d'Anvers et est alors engagé par l'Institut National de Radiodiffusion (INR) comme pianiste accompagnateur et, en 1937, il est nommé chef des chœurs.

Fin 1944, il est nommé chef de l'Orchestre symphonique de ce même Institut. Il est bientôt réputé comme directeur d'œuvres comportant de grandes masses chorales 

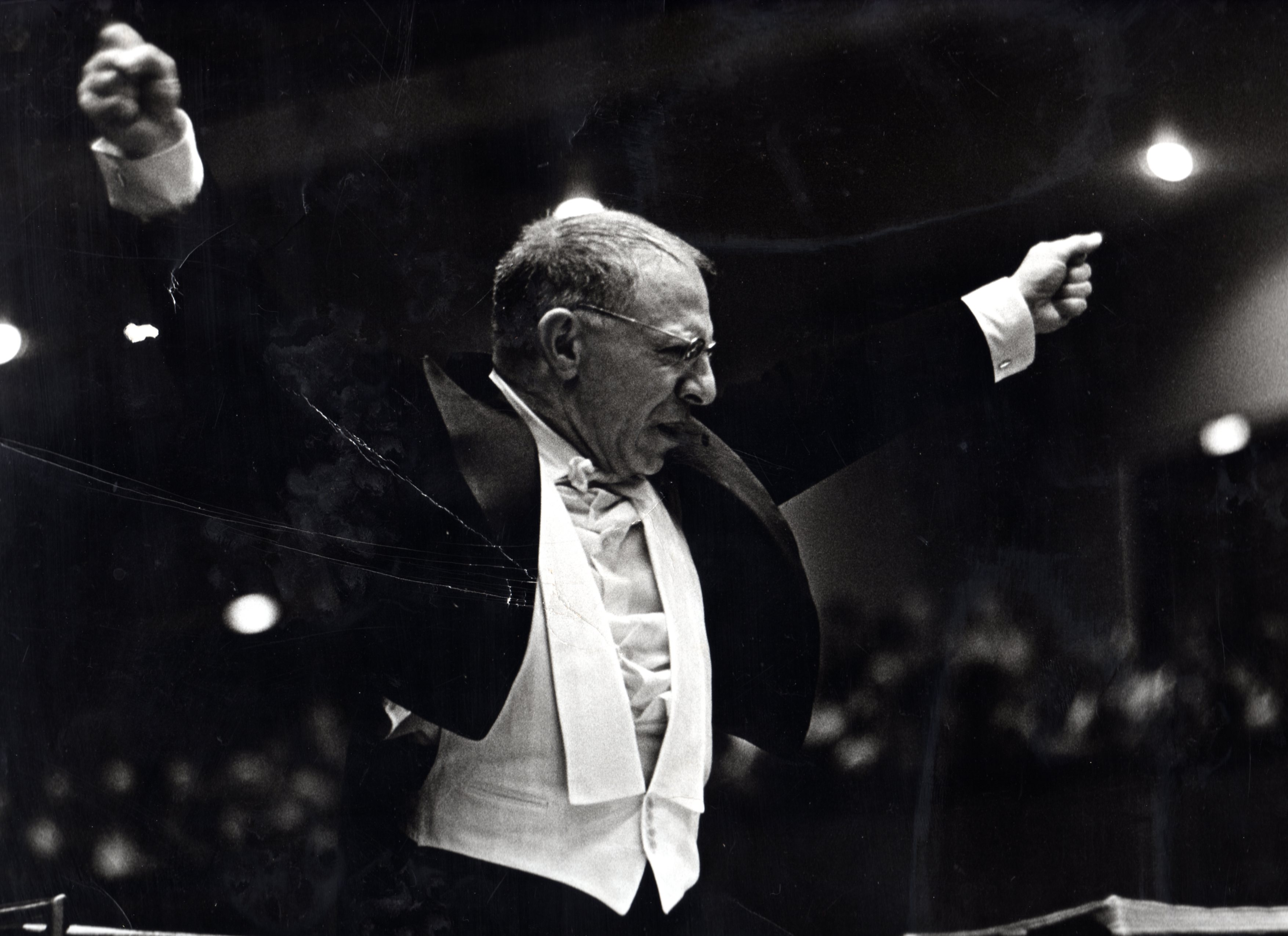
en concert

 comme le Requiem de Mozart, celui de Verdi, Judas Macchabée, Le Messie de Haendel, les Passions et l'Oratorio de Noël de J. S. Bach, La Création du Monde de Haydn, Les Noces de Stravinsky, Jeanne d'Arc au bûcher de Arthur Honegger, les Gurrelieder de Schönberg, Carmina Burana de Carl Orff, Christophe Colomb de Darius Milhaud, Trois Petites Liturgies de la Présence Divine de Olivier Messiaen, A Child of our Time de Michael Tippett, Dies Irae de Krzysztof Penderecki.
Il dirige à Paris, en Allemagne, Suisse, Hollande, Afrique du Sud.
Il donne de nombreuses conférences sur la musique belge contemporaine, dont il est un ardent promoteur (voir discographie), aux États-Unis.
En 1953, il est nommé directeur du service musical à l'Institut national de radiodiffusion qui deviendra, plus tard, la B.R.T. (Radio-Télévision Belge Flamande).
C'est sous sa direction, tant de l'orchestre que du service musical de la B.R.T., que celle-ci remporte le prix Italia en 1957 avec la cantate burlesque La Tentation de Saint-Antoine de Louis De Meester, sur un livret de Michel De Ghelderode. Cette œuvre, innovante pour l'époque, mélange chanteurs solistes, chœur, orchestre symphonique, big band de jazz et musique électronique. Elle est produite ensuite, dans une version scénique, à l'Opéra Royal Flamand d'Anvers, puis jouée à Paris, dans une mise en scène de Mark Liebrecht. Elle fait l'objet d'une production télévisuelle en 1963 (B.R.T.).
Professeur de transposition au Conservatoire Royal de Bruxelles depuis mai 1959.
Il dirige l'orchestre et les chœurs de la Radio Belge lors du mariage du Roi Baudouin avec Doña Fabiola de Mora y Aragón, le 15 décembre 1960.
Il siège au conseil d'administration du Théâtre royal de la Monnaie (Opéra national de Belgique) sous la direction de Maurice Huisman.
Il a épousé, en 1948, la cantatrice Maria Pré (1919-1967) avec laquelle il a eu trois enfants : Vincent Grass (1949), acteur (Le Monde de Narnia), Ann (1950) et Doris (1952) qui furent toutes deux danseuses au ballet du XXe siècle de Maurice Béjart.

## Discographie (non exhaustive)
- in « Mady Mesplé / Un portrait » Darius Milhaud – Christophe Colomb /  Air de la Reine Isabelle - Orchestre et Chœurs de la RTB / BRT[3]
- Vladimir Vogel – Wagadu - van Bork, Vintura, Olsen – Chœurs de la RTB/BRT, Kammersprechchor Zurich – Cinq saxophones et une clarinette[4]
- Peter Benoit – De schelde - Chœurs et Orchestre de la RTB : BRT Eupener Männerchor/ Singhet Saem/Arti Vocali/Scola Cantorum Cantemus Domino[5]
- Louis de Meester – Magreb ; Jacqueline Fontyn – Piedigrotta - Orchestre Philharmonique d’Anvers[6]
- Willem Kersters – 2e symphonie - Orchestre National de Belgique[7]
- Peter Benoit – De pacificatie Van Gent - Orchestre National de Belgique[8]
- Louis de Meester – Magreb ; Jacqueline Fontyn – Piedigrotta ; August Baeyens – Simphonia breve ; Victor Legley – Le bal des halles - Orchestre Philharmonique d’Anvers[9]
- Jef Maes – Tristan, Suite pour orchestre ; Victor Legley – Ouverture pour une comédie de Goldoni - Orchestre National de Belgique[10]
- Arthur Meulemans – Stadspark ; Jef Maes – Ouverture concertante ; Jef van Hoof – Sinfonietta pour cuivres - Orchestre Philharmonique d’Anvers ; Ensemble de cuivres Théo Mertens[11]
- Victor Legley – Symphonie no 4 ; Renier Van De Velde – Judith, suite pour ballet - Orchestre National de Belgique[12]
- Marcel Poot – Suite en forme de variation - Orchestre National de Belgique[13]
- René Bernier – Ode à une Madone - Orchestre National de Belgique[14]
- Lodewijk Mortelmans – Le mythe du printemps - Orchestre Philharmonique d’Anvers[15]
- Jef Van Durme – Beatrijs ; Jef van Hoof – Symphonie no 6 - Orchestre Philharmonique d’Anvers[16]
- Joseph Ryelandt – Symphonie no 5 en La Majeur - Orchestre National de Belgique[17]
- Jacqueline Fontyn – Psalmus tertius - Albrecht Klora / Orchestre Philharmonique d’Anvers[18]
- Lodewijk De Vocht – Concerto pour violon et orchestre en Mi Mineur ; Robert Herberigs – De Nachtelijke Wapenshouw - Majumi Fujikawa / Orchestre Philharmonique d’Anvers[19]
- August Verbesselt – Concerto pour flûte, deux percussionnistes et orchestre - Orchestre Philharmonique d’Anvers[20]

- Pierre Moulaert - Séquences en trois mouvements - Orchestre National de Belgique[21]